# Polyommatus marginelineata
Polyommatus marginelineata är en fjärilsart som beskrevs av Hackray 1946. Polyommatus marginelineata ingår i släktet Polyommatus och familjen juvelvingar. Inga underarter finns listade i Catalogue of Life.